# 壽山 (高雄市)
壽山，又稱柴山、鼓山、高雄山，古稱打狗山、打鼓山，是一座位於臺灣高雄市西南濱海的山，也是高雄市臨海的天然屏障，絕大部分山體位於鼓山區內，少部分則被劃入其北方的左營區。其地質屬隆起珊瑚礁石灰岩，天然岩洞甚多。全山共有三座三角點基石，其中以高雄市政府於山脊南段設置的3203號控制點基石最為著名，然壽山部分山區屬於軍事管制區，該基石也被劃入禁區內，目前不開放一般民眾進入。
壽山設有壽山國家自然公園、龍泉寺、千光寺、法興寺、元亨寺、忠烈祠、動物園等觀光景點。從山頂可遠眺高雄港及欣賞西子灣落日及高雄市的夜景。南邊區域在臺灣日治時期即開發為壽山公園，壽山動物園座落在其中。北邊區域因長期軍事管制，保存了完整獨特的生態體系，臺灣獼猴蓬勃繁衍。
1989年起，中華民國國防部逐漸解除柴山軍事管制的範圍後，高雄市政府於1998年鋪設木棧道，柴山更成為高雄市民假日登山、休閒的熱門去處。

## 名稱

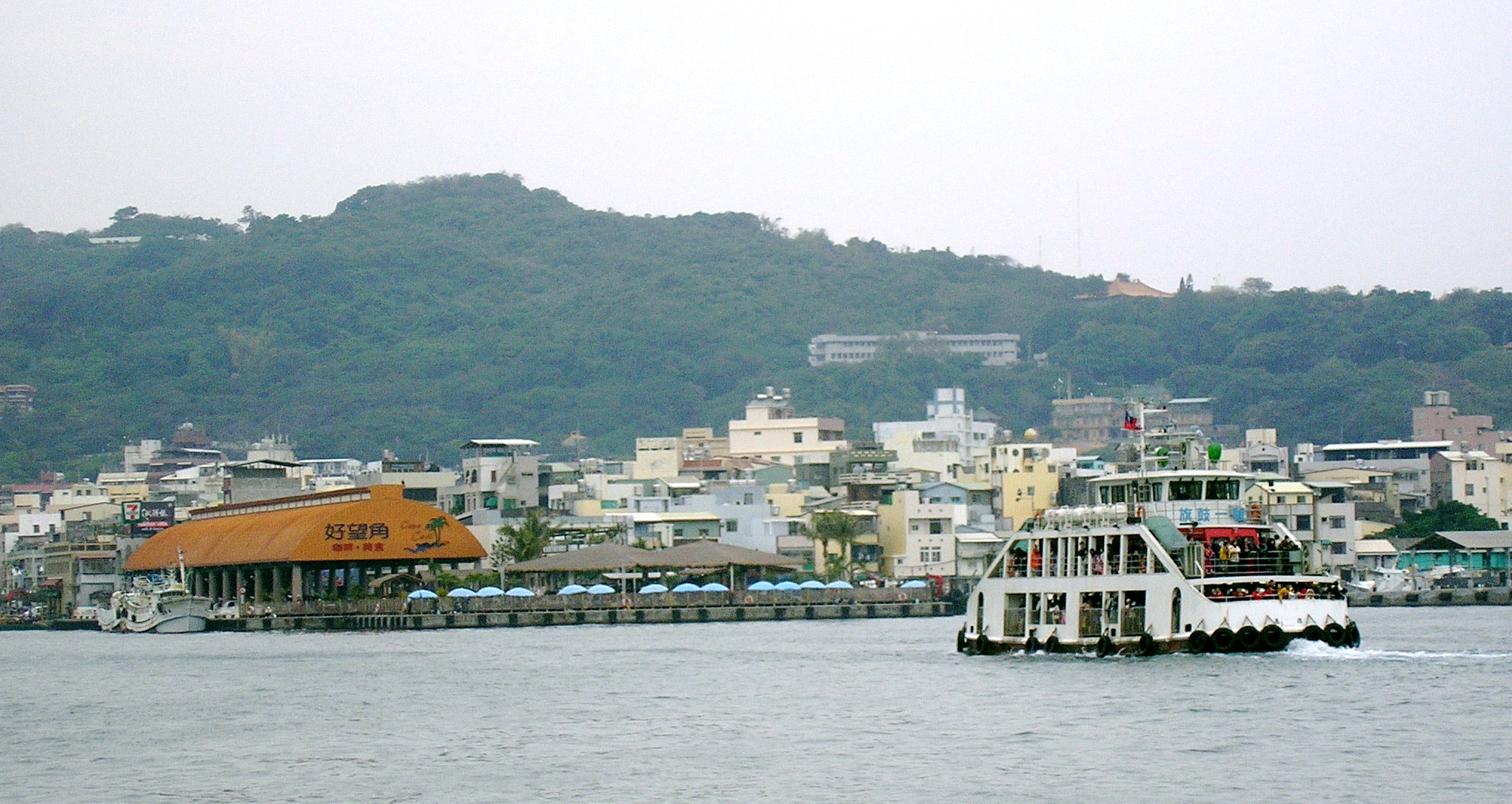
從高雄港看壽山。

壽山之名，在歷史上各種不同時代、不同種族均對其有多種名稱；現今通常以水泥廠為界，東南稱「壽山」（如壽山動物園、壽山觀景台），以西北稱「柴山」（如柴山山海宮、柴山登山步道）也是最常出現的兩個名稱。
- 峙山：元代汪大淵的《島夷志略》中流求國的一座山，有一說是指高雄壽山。[3]然而後世許多學者都質疑流求是指現今台灣的說法。
- 虎仔山、虎頭山、虎尾山：在16世紀後期福建沿海往呂宋（卡加揚）的東洋針路海道航線上，此山為針路中途海上觀測重要的導航點。推定16世紀末成書的海道航線針路手冊《順風相送》〈太武往呂宋〉針路記有彭湖山、虎仔山、沙馬歧頭等重要導航點，〈泉州往彭家施闌〉記有彭湖、虎尾山、沙馬頭等重要導航點。稍晚，推定1680年代成書的《指南正法·泉州往邦仔系蘭山形水勢》記述澎湖山、虎頭山、沙馬岐頭山等重要導航點，並記述「虎頭山即打狗仔」。施雅軒認為虎仔山、虎尾山、虎頭山皆是指打狗仔（打狗山）。[4]:25-27
- 打狗嶼： 1603年，福建省府福州連江人陳第隨沈有容追捕倭寇至今台灣安平外海，歸後作〈東番記〉，提到「打狗嶼」：「東番夷人不知所自始，居彭湖外洋海島中。起魍港、加老灣，歷大員、堯港、打狗嶼、小淡水、雙溪口、加哩林、沙巴里、大幫坑，皆其居也。」[5][6]:8
- 打鼓山或鼓山：清代民間著述多為譯為「打狗」（Takau），官撰地誌則多用「打鼓（Tánn-kóo）」雅譯[7]。一說是打狗港口內有時會巨石崩落，行船經過時相當危險，因此當船隻經過大石崩塌處時，船上水手需要打鼓以求神明保佑，因此稱之為「打鼓山」[8]，翁佳音則猜測是港口海濤洶湧擊打巨石山壁的聲音有如打鼓[9]:139。後來則簡化為「鼓山」（Kóo-san）。
- 高砂：日本人舊稱其高砂，或作塔伽沙古（讀音皆為）[10]，同樣源自於打狗社之名。
- 猴山：山岩多臺灣獼猴，17世紀時，荷蘭人所繪製的臺灣地圖上，即將柴山寫成[11][9]:139[12]，19世紀英美海圖標示[13][14]:8，意即「猴山」。現代的外籍居民仍以來稱壽山。
- 柴山：柴山是現今官方名稱外，另一個為眾所悉的別稱。其成為附近樵夫砍柴來源歷時久遠，早期還有荷蘭人從打狗運薪材到熱蘭遮城，因此被稱為柴山[15]。
- 蛇山：專指此山東北稜鄰近左營區之尾端，詳細已不可考，清治時推定1691–1704年調製的《台灣地里圖》即在打狗山東北側尾端標示蛇山[16]。鳳山縣舊城建城時是採內擁龜山，外接蛇山方式建立。台灣民間信仰相傳玄天上帝曾下凡收服龜蛇二妖，其神像經常一腳踩龜、一腳踩蛇，故地方如有兩座山，經常以龜命名較圓山形者、以蛇命名條狀山形者[9]:251。
- 埋金山：清代方志記述地方相傳1565年間橫行中國東南沿海一帶的海盜林道乾，被明朝都督俞大猷追緝而逃到臺灣，相傳林道乾敗逃時，把十八籃半的銀錢埋在打狗山上。[17]學者李國銘、呂自揚等人認為此說為後人編造、穿鑿附會，[18]:81-82明代當時史料從未有俞大猷、林道乾曾前往台灣的記載。[19]
- 麒麟山：真正的由來現在已經無從考證，只有民間傳說流傳下來，說早期山上有住著一隻麒麟，而山上的野生動物獼猴、山羌都聽候其號令，另有一說是指山的外形就像隻麒麟[20]。
- 高雄山：日治初期原沿用打狗山，日語「 Taka-o」與台語打狗音近，遂漸開始有使用「高雄」書寫打狗，直到1920年打狗正式更名為高雄街，總督府遂於1921年頒佈命令，將打狗山更名為高雄山[21]。
- 壽山（Kotobuki-yama）：更名高雄山不久，裕仁皇太子（後來的昭和天皇）於1923年4月赴臺遊覽，臺灣總督府於山下興建貴賓館供其駐驆。因時逢其壽誕，故時任臺灣總督田健治郎將該館稱以壽山館、高雄山也一併於該年4月29日更名為壽山[22][14]。
- 萬壽山：直到戰後民國57年（1968年）止，官方已使用壽山一名40餘年。時任臺灣省政府民政廳廳長陳武璋為向時任中華民國總統蔣介石祝壽，建請將壽山改稱萬壽山，同時將愛河改稱仁愛河。1991年，高雄市議會提案恢復為兩者舊稱。

## 地理環境

### 地理位置

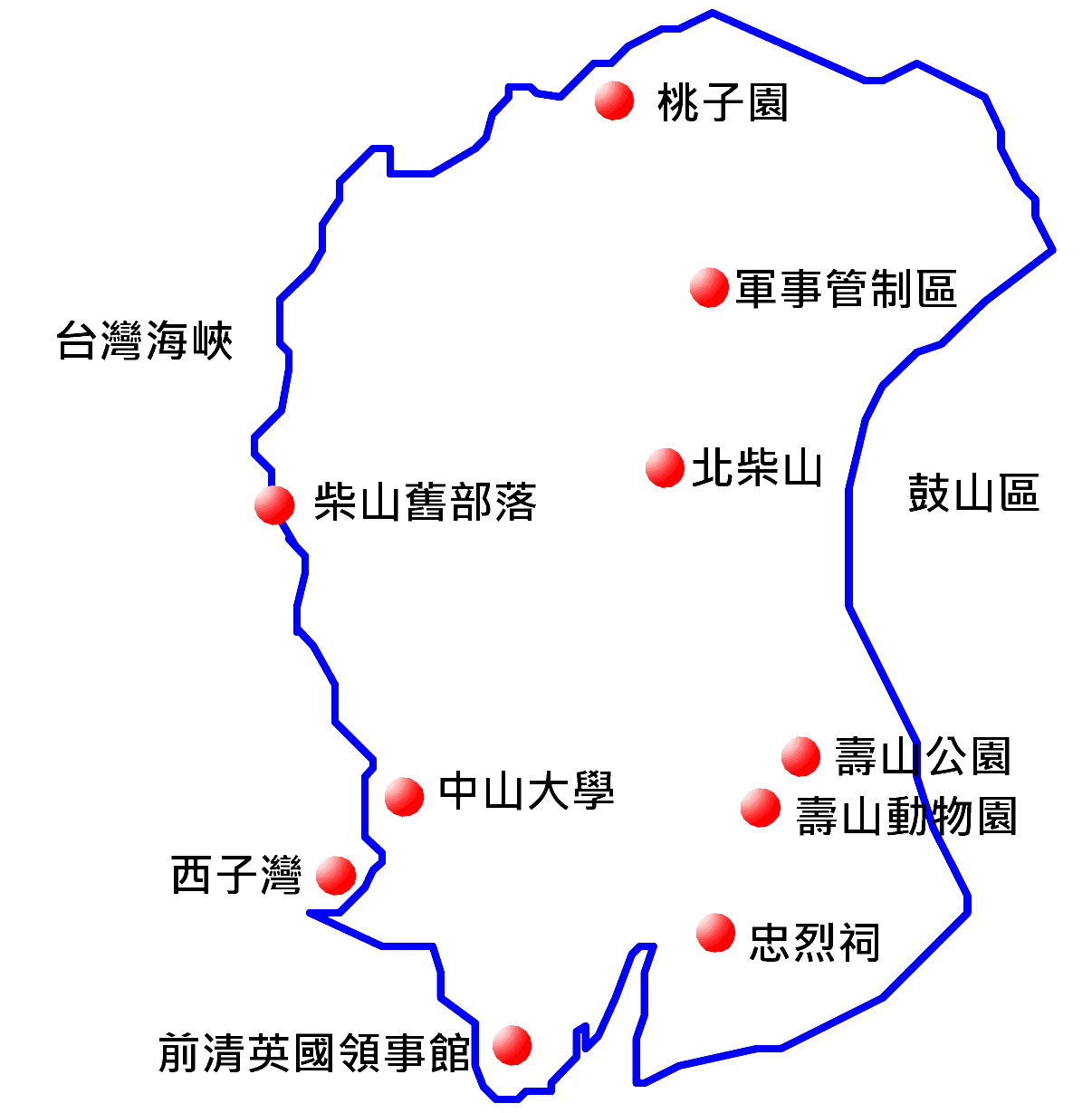
柴山位置圖

柴山位於臺灣南部高雄市西南濱海，縱貫鼓山區全區，南北長約5.5公里，東西寬約2.5公里，面積約1,200公頃，最高海拔約三百五、六十公尺，北起左營的桃子園地區，屏障臺灣海峽，向南延伸至西子灣海岸，和旗津的山共扼高雄港，早期居民曾以「旗鼓相當」來形容此二座山，其中「鼓」指的也就是柴山，其中「旗」指的則是旗后山。

### 氣候
柴山為隆起的珊瑚礁地形，地處臺灣南部，氣候屬於熱帶，平均年均溫約為攝氏25.1度，最低為1月時的攝氏19.1度，最高則為8月的攝氏29.1度。平均年降雨量為1748.6公釐，降雨主要集中在6月至10月之間。

### 地質

#### 地形結構
柴山的地質以珊瑚礁石灰岩地形為主，是海底上升為陸地的證據。從下到上大致分為「古亭坑層」、「高雄石灰岩」、「崎腳層」、「壽山石灰岩」、「現代沖積及崩積層」五個地層，其中古亭坑層和高雄石灰岩為構成柴山的主體。古亭坑層約在一百八十萬至三百萬年前形成，位於柴山底部，以青灰色泥岩為主，含有孔蟲及石灰藻的化石。高雄石灰岩是大量的珊瑚、藻類、有孔蟲及貝類等的殘存硬殼，堆積後膠結形成的岩層，它覆蓋在古亭坑層上。後來因為陸地上升及侵蝕作用，帶來大量泥沙，在原有的石灰岩上逐漸形成崎腳層，以深灰色泥岩為主，還夾有數層黃棕色鬆散砂岩。崎腳層沉積之後，這裡的岩層受到擠壓，發生了一連串的隆起、褶皺、斷層等地質演變，崩落的岩塊堆積在東南部，形成壽山石灰岩，以疏鬆的珊瑚石灰岩塊為主。後來由於侵蝕及崩塌作用，在壽山東邊形成以沙、黏土為主的沖積平原，就是現代的沖積與崩積層。
柴山於蓬萊期造山運動時隆起，表面受海蝕作用，且由於侵蝕劇烈，地形上屬起伏不定的丘陵或淺石山，多孔而銳利，且因基本地體曾受褶曲作用，三層石灰岩形成三條近乎平行的山脊，由東北東走向西南西。另外因珊瑚礁石灰岩經過地質演變後，再經風化、侵蝕以及雨水的沖刷等作用，使柴山隨處可見嶙峋銳利的礁石和岩洞、峽谷、斷崖、深穴等地形，長久溶蝕的結果加上石灰岩洞中雨水溶解的碳酸鈣一點一滴的沉澱，使得柴山形成了許多的石灰岩洞，如北峰極樂洞、大小猴洞、蓮花洞、新娘洞、井觀洞、三合洞、南極洞、兄弟洞、林姑洞、馬蹄洞、龍洞等。在洞內可以看到由碳酸鈣所沉殿的鐘乳石、石筍、石柱、石壁、石廉、石藤等景觀。
| 柴山地形結構簡表 |                  |                  | | |                                                                                    |
| 地層             | 地質年代（萬年） | 大約厚度（公尺） | 地質歷史 | 分布狀況 | 岩層組成                                                                           |
| 古亭坑層         | 180 ~ 125        | 1100             | 泥沙沉積在較深海底，之後由於造山運動使海床提升，逐漸變淺海。 | 廣佈於臺灣南部，包括柴山底部。在高雄市區、小琉球、阿蓮、燕巢、關廟等地底，都可見到此一沈積層。與上部的高雄石灰岩層構成柴山主體。 | 以青灰泥岩為主，頂部數層膠結鬆散砂岩。富含有孔虫化石及超微化石。                   |
| 高雄石灰岩       | 125 ~ 93         | 550 （最厚）     | 是柴山形成前的淺海床地區，清澈溫暖，適合珊瑚、藻類及貝類生長。由遺骸堆積而成，並膠結成石灰岩。                                                                           | 位於古亭坑層之上。柴山中部最厚，由南北方向遞減。此一地區的石灰岩層與半屏山、大小崗山、小琉球的石灰岩年代相近。                   | 由珊瑚、苔蘚蟲、有孔蟲、貝類等所組成的石灰岩凸鏡體。岩層呈緻密塊狀，偶夾砂質頁岩。 |
| 崎腳層           | 93 ~ 46          | 370              | 此一時期古代高雄海域的海水變深，附近陸地侵蝕加重，使海水變得混濁，不利珊瑚礁的成長。而侵蝕沖刷而下的泥沙便堆積於原有石灰岩層上。                                         | 位於高雄石灰岩之上，東南方較厚，沉積於古亭坑層上。原本覆蓋在高雄石灰岩層上的泥沙，目前多已流失。                                 | 以深灰泥岩為主，並夾數層黃棕色鬆散砂岩。                                           |
| 壽山石灰岩       | 46 ~ 20          | 20               | 受板塊運動擠壓，使柴山區域的岩層隆起浮出水面，並形成摺皺、斷層、節理等結構。                                                                                             | 位於柴山東南方，堆積在崎腳層上。                                                                                                 | 由高雄石灰岩被風化後的崩積物岩塊所堆積而成。                                       |
| 現代沖積與崩積層 | 20 ~ 現今        | 1.5 ~ 4          | 板塊運動之後在受侵蝕作用雕塑出今日的柴山地貌，覆蓋於柴山附近的平原地帶，柴山東邊並形成沖積平原，即今日的高雄市區。另而柴山低窪、平坦處並持續堆積近代作用後所形成的表土。 | 高雄市區，覆蓋在古亭坑層之上。                                                                                                   | 以細沙、粘土為主。                                                                 |

#### 地層滑動
柴山地質屬珊瑚礁岩，加上斷層因素，長久以來即存在地層滑動的問題。根據高雄市地政處的監測，柴山每年以不等的速度由西南側向臺灣海峽滑動，20年來的土地位移約7、8公尺，造成桃源里的柴山部落區內多棟建築物與地籍圖資料不符，也因此當地的土地事務糾紛不斷。而根據2002年至2006年的觀測結果，柴山目前正向西南方位移，部份地區在三年內移動已有3至11公分。以山海宮、柴山國小以及柴山舊部落等地朝臺灣海峽方向移動24公分為最多。壽山滑動的現象於2007年前平均每年滑動7~8公分，截至2016年，因進行降雨監控，滑動速率已改為每年5~6公分。
而根據高雄市政府建設局所進行的「高雄市柴山地區土石災害潛勢地區」調查研究，根據初步探勘結果判定柴山桃源里的柴山國小後方、柴山五號道路後方及中山大學藝術學院宿舍後方等3處，共有3條可能引起地層滑動的土石流潛勢溪。高雄市工務局下水道工程處並在2007年9月起開始進行山海宮附近的排水箱涵修繕工程，以期減緩柴山地區地層滑動。

## 生態環境
柴山氣候溫和，降雨量高，適合各種植物生長，柴山區域內的植物種類高達八百多種。由於受限於地質與地層等因素，柴山的環境只能形成次生林，但植被的茂密度和歧異度都很高，因此柴山的野生動物種類亦相當繁多，其中臺灣獼猴是柴山最具代表性的野生動物。

### 植群生態
柴山的植被的特色為植被多生長於珊瑚礁地、土壤瘠薄處及小山溝間，其林相多屬於亞熱帶季風林，以原始天然植群居多，植群特色為普遍有多籐蔓及淺根系等特徵，部份植物具氣根或帶針刺。

#### 北柴山植群
根據高雄市所做的柴山植群調查，依土壤北柴山區域目前分佈狀況，此一區域內植群約分成三大類：珊瑚礁地、土壤發育深厚地以及初期開墾地。此一區域的原生植被多為次生林，但在初期開墾區域內居民所栽種留下的植物則可發現龍眼及檳榔等經濟作物及防禦用的刺竹。
- 珊瑚礁地：在珊瑚礁地的森林的冠層主要由龍眼、粗糠柴、恆春厚殼樹、黃連木、克蘭樹等植物所構成。其冠層之下第二層則是由翼核木、山豬枷、小葉朴和白肉榕等所構成，而刺灌木叢則有腺果藤、烏柑仔等。而伴生藤本植物則發現有盤龍木、扛香藤及腺果藤等，且數量繁多並已開始有危害其他樹木生長現象發生。
- 土壤發育深厚地：在此類土壤生長之森林以次生林為主，較早期的次生林主要是由構樹、血桐及蟲屎所形成，而較晚期的次生林則是由咬人狗、稜果榕、嶺南白蓮茶及榕樹所構成，而在這兩期的次生林的伴生植物則可發現魯花樹、白桕、黃連木、菲律賓饅頭果等。
- 初期開墾地：在初期開墾地中，主要遺留物種為早期居民所種植的龍眼、荔枝及檳榔，在此一區域中也可見自生的次生植物如血桐、稜果榕、咬人狗、刺竹、綠竹及麻竹等。

#### 中柴山植被

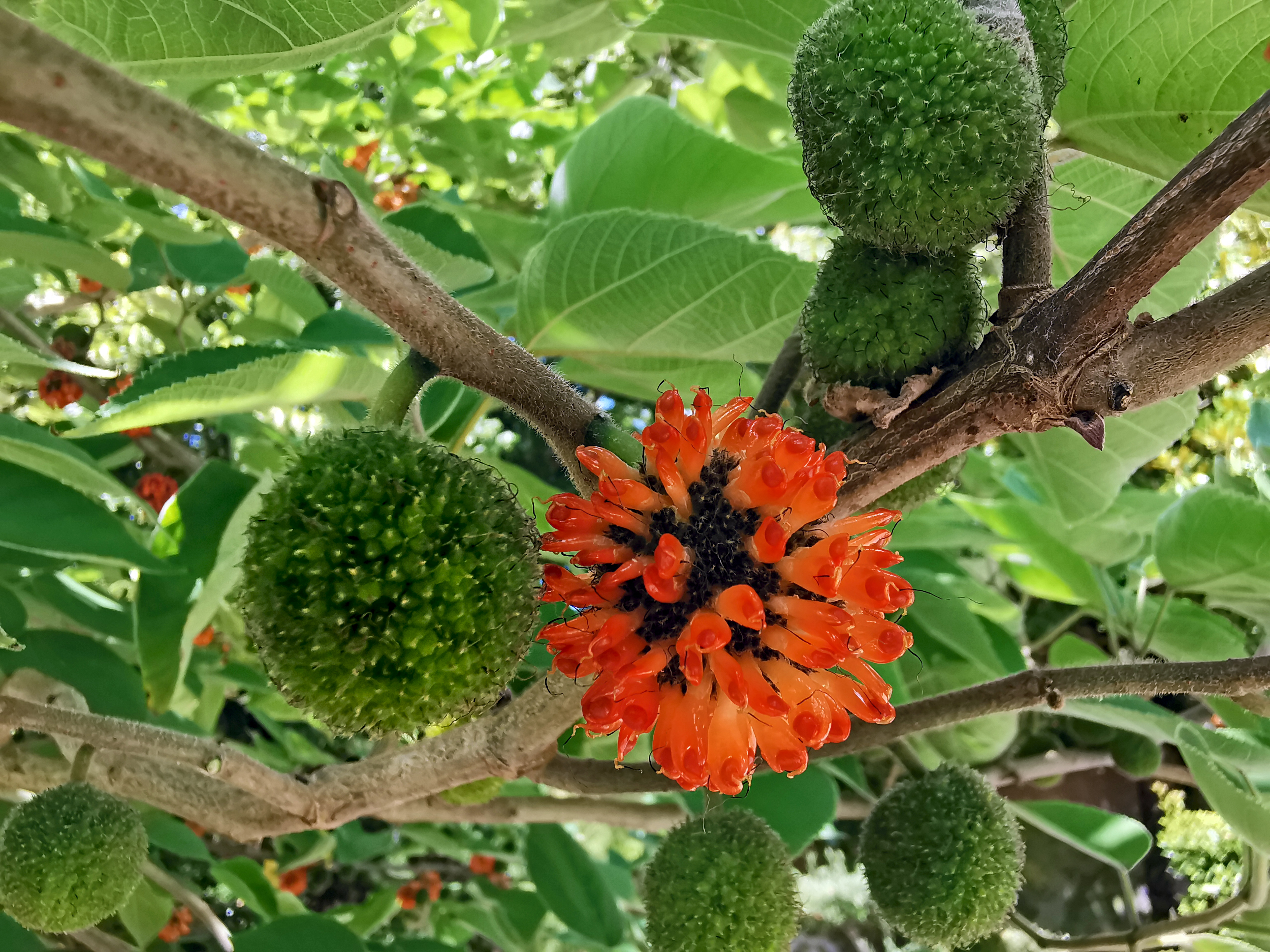
構樹的果實

中柴山地區的植被則多為日治時期所栽植的保安林地或是次生演替的森林，主要以銀合歡及豆科的相思樹構成，由於初期的因柴薪需求的濫墾，目前有原生植被已相當少見。殘餘的原生植被次生林則是以血桐、構樹為為主，另外各植物層分別為：
- 樹冠層植物：種類有無患子、黃連木、臺灣假黃楊[40]、咬人狗、白榕、稜果榕、小葉朴、雀榕、恆春山枇杷、榕樹及九芎。
- 小喬木層植物：常見種類有樹杞、狗骨仔、小梗木薑子、山柚仔、軟毛柿等。
- 灌木層植物：以山棕、烏柑仔、玉山紫金牛、粗糠柴、月橘等為主所構成。
- 木質藤本植物：主要由菊花木、盤龍木、猿尾藤、武靴藤、粉藤、扛香藤等所組成。
- 乾旱貧瘠處植物：是以黃荊、恆春厚殼樹為主，而懸崖處則有榕樹、白榕、雀榕、大葉雀榕等附著生長，並在裸露岩層中攀爬有山豬枷。
- 刺灌木植物：有烏柑仔、小刺山柑、臺灣山柑、魯花樹、腺果藤、華茜草樹等。

#### 南柴山地區
南柴山地區因近中山大學校園、壽山動物園及西子灣，人為開發較其他區域為多，目前以次生植被為主。

#### 獨特植被
根據靜宜大學陳玉峰教授的調查，柴山西海岸地區存有數處獨特的植被特徵，包括：
- 臺灣面積最大及密度最高的山豬枷密灌叢。
- 海棗群落主要分布點。
- 臺灣密度及數量最高的細穗草（Lepturus repens）。
- 位於山海宮下方的海崖岩壁上發現可能為新種植物的黃鵪菜（Youngia japonica），目前正由中央研究院鑑定中。

### 動物分佈

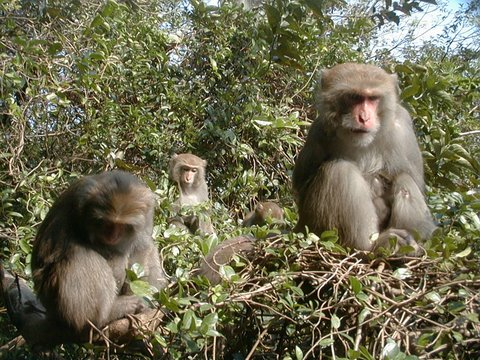
壽山上的臺灣獼猴

據中山大學生物系在柴山地區的調查觀察，共記錄有5種兩棲類、24種爬蟲類、106種鳥類、8種哺乳動物、50種蝶類及21種蝸牛。

#### 哺乳類動物
柴山地區的野生哺乳類動物以臺灣獼猴最有名，分散在柴山的各處樹林中，因為柴山登山人口眾多，常有人猴衝突事件，目前於各大修憩區（盤榕、雅座等）仍可見到彈弓與BB槍等制猴器具以及使用民眾。
柴山仍有民眾使用捕獸夾、毒誘餌等，誘使野生動物受傷、中毒致死。歷年來遭受捕獸夾斷肢，或中毒身亡之獼猴不計其數。
2015年11月，僅兩周間便有十來隻死傷之獼猴，皆明顯外傷。
其他常見的動物尚有赤腹松鼠、山羌、白鼻心及穿山甲。其中山羌和臺灣獼猴已經不是保育類，而穿山甲目前被列為保育類動物。其中穿山甲十數年未見，恐已絕跡於柴山。

#### 鳥類
柴山西北岸臨海、東南邊以鼓山路和都會區所隔絕，形成絕佳之生物庇護所，水鳥與山鳥均有，其中百分之七十為留鳥，其他為候鳥或過境鳥。而106種鳥類中有25種列屬珍稀保育類野生動物，臺灣特有種或特有亞種的鳥類有21種，目前優勢鳥種是畫眉科的鳥類，如臺灣畫眉、小彎嘴、繡眼畫眉、山紅頭等，而畫眉科的4種畫眉都是臺灣特有亞種，也是本區極普遍的鳥類。而西子灣位於旗津半島和柴山之海域港口間，過境期間常有海鷗、燕鷗等鳥類過境，也是高雄地區海鳥分布較密集的地點。

#### 爬蟲類
常見的有的蝎虎、斯文豪氏攀蜥、臺灣草蜥、長尾南蜥、臺灣滑蜥，而保育類則有臺灣草蜥、蓬萊草蜥、臺灣滑蜥、眼鏡蛇、雨傘節、龜殼花。

#### 蝶類
在柴山可以發現包括有琉璃小灰蝶、黃裳鳳蝶、紅紋鳳蝶、玉帶鳳蝶、綠斑鳳蝶、小紫斑蝶、黃帶枯葉蝶等共五十餘種不同的蝶類。在過去，柴山有大量的蝴蝶幼蟲食草及蜜源植物馬兜鈴，但由於近年來登山民眾濫採馬兜鈴，導致柴山地區蝴蝶數量銳減。2005年時的柴山祭主角，保育人士以黃裳鳳蝶與蔓藤馬兜鈴為柴山代言物種，以突顯柴山物種危機。

### 壽山自然公園
1992年5月，高雄地區環保人士成立「柴山自然公園促進會」，俗稱「柴山會」，推動在壽山地區成立自然公園，並訴求以「柴山」掛名。1997年2月，高雄市政府於公佈「高雄市壽山自然公園管理辦法」，明訂等高線10公尺之鼓山路以西之壽山地區及西部海岸區域劃定為自然公園之範圍。同年5月，成立「高雄市壽山自然公園推動委員會」，並於第五次會議中確定公園五大分區劃設方式及原則。2000年10月，高雄市政府將上述管理辦法修訂為「高雄市壽山自然公園管理自治條例」。
自然公園園區內設有「台灣獼猴自然生態保護區」以保護臺灣獼猴。另外為減少對地表草本植物的破壞，壽山自然公園內主要登山路線所鋪設的步道皆是木棧道，不會直接與表土接觸，以減少對地表草本植物的破壞。
2009年10月，高雄市市長陳菊向行政院院長吳敦義提議成立國家級壽山自然公園，已獲指示交由內政部營建署推動籌辦「壽山國家自然公園」。於中華民國100年12月6日壽山國家自然公園正式開園。

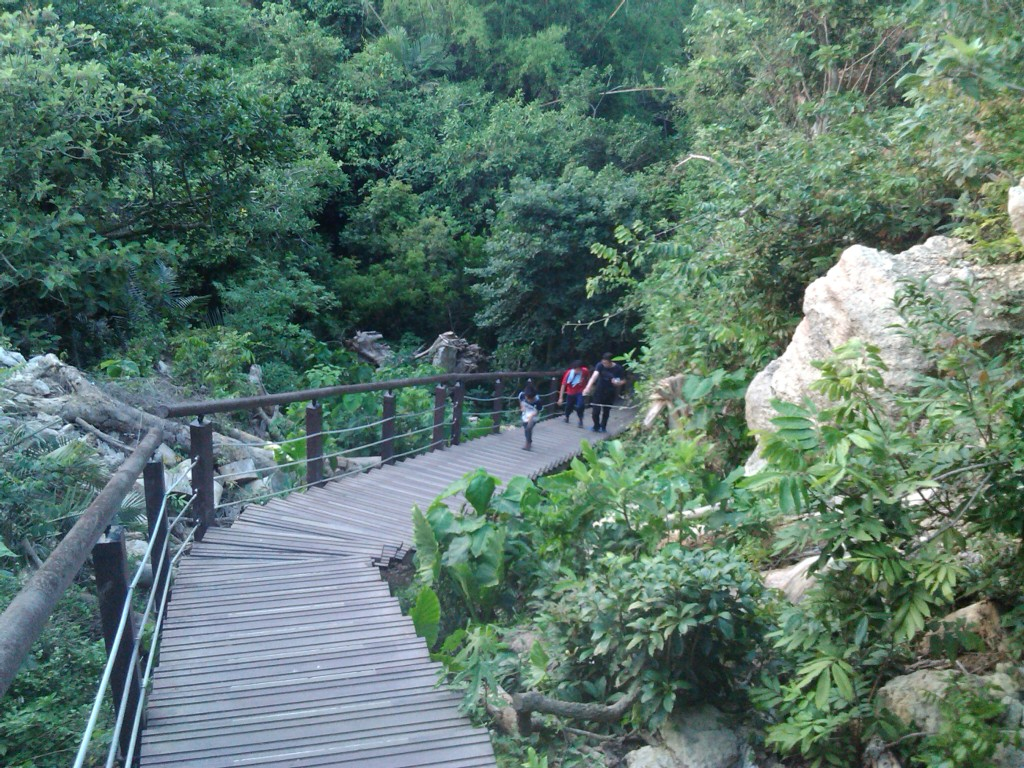
柴山登山步道

## 歷史景點及地標

### 史前遺址

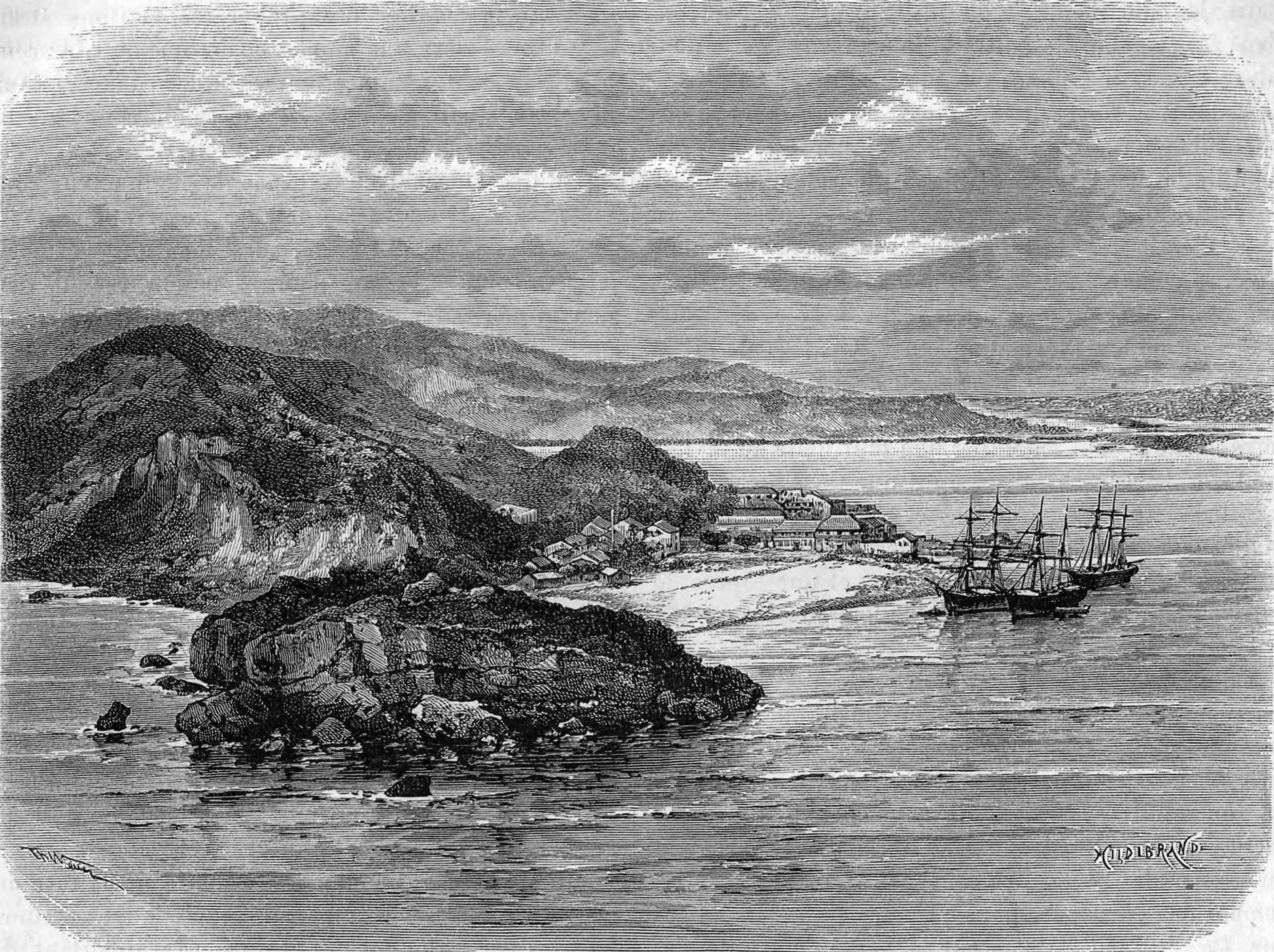
1875年時哨船頭畔的柴山

北柴山西北側舊桃仔園聚落海邊的桃仔園貝塚，是高雄市目前發現最早的文化遺址，推估年代約在西元前四千至五千年，出土文物包括陶器、石器等工具，並有貝塚及棺槨墓葬的遺跡，屬於牛稠子文化層。
小溪貝塚遺址是早期原住民食用貝類後堆積的遺跡，貝塚的層次相當豐富除了貝類之外，陶片數量亦多，也發現陶環、石斧、骨針等。小溪貝塚和後方山洞均為日治時期時高雄中學的日籍博物學教師土屋恭一首度發現，後山洞遺址為蔦松文化層，距今約二千年至四百年，洞穴內發現成年男子骨架、砂鍋，並有鐵器出現。

### 雄鎮北門

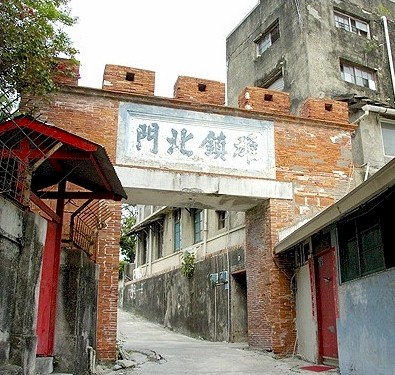
雄鎮北門

雄鎮北門最初建於明鄭時期，清治時期繼續修築，城牆為三合土及紅磚砌成，是旗后的鎮北門戶，扼控海疆險要，位於高雄哨船頭往西子灣中山大學的馬路邊小山丘上，是高雄市發祥地旗后的鎮北門戶，也是清代從旗后往鳳山舊城的交通要衝，目前大砲今已不存，只剩弧型砲座，是打狗港區僅存的唯一明鄭時期城門，被列為直轄市定古蹟。

### 前清打狗英國領事館

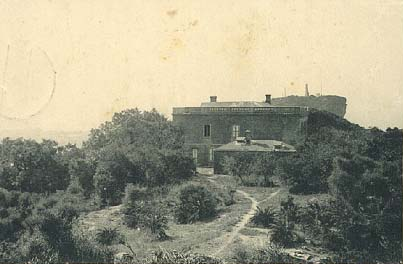
1910年的打狗英國領事館

前清打狗英國領事館為建於1865年的英式建築，位於高雄港（清打狗港）口北岸的鼓山上，基地高度離水面約30公尺，東側、西側及南側皆緊臨陡峭的懸崖，北側連接鼓山，形成背面靠山、三面環水的形勢，是當時英國掌理海關稅務工作的重要據點。在臺灣目前現存的西式近代建築中，打狗英國領事館的年代最為久遠。

### 十八王公廟（靈興殿）
十八王公廟（靈興殿）源於康熙23年，一艘自中国大陸而來的漁船，在西子灣海灘處沉沒，18位船員最後脫險在西子灣岸上登陸，並在西子灣地區開墾，但後來卻被鳳山衙門誤為叛民而遭集體格殺。附近居民念其平日和睦敦鄰，樂善好施卻冤死此鄉，於是就收殮他們遺體，合建一所低矮之祠堂於現今西子灣洞口的山麓上。之後由於顯靈保佑百姓事蹟，鄉民委由代天巡狩的南鯤鯓五府千歲，奏請玉皇大帝敕封為「十八王公」。1983年重新興建，並將十八王公廟遷至現在前清打狗英國領事館旁。

### 元亨寺

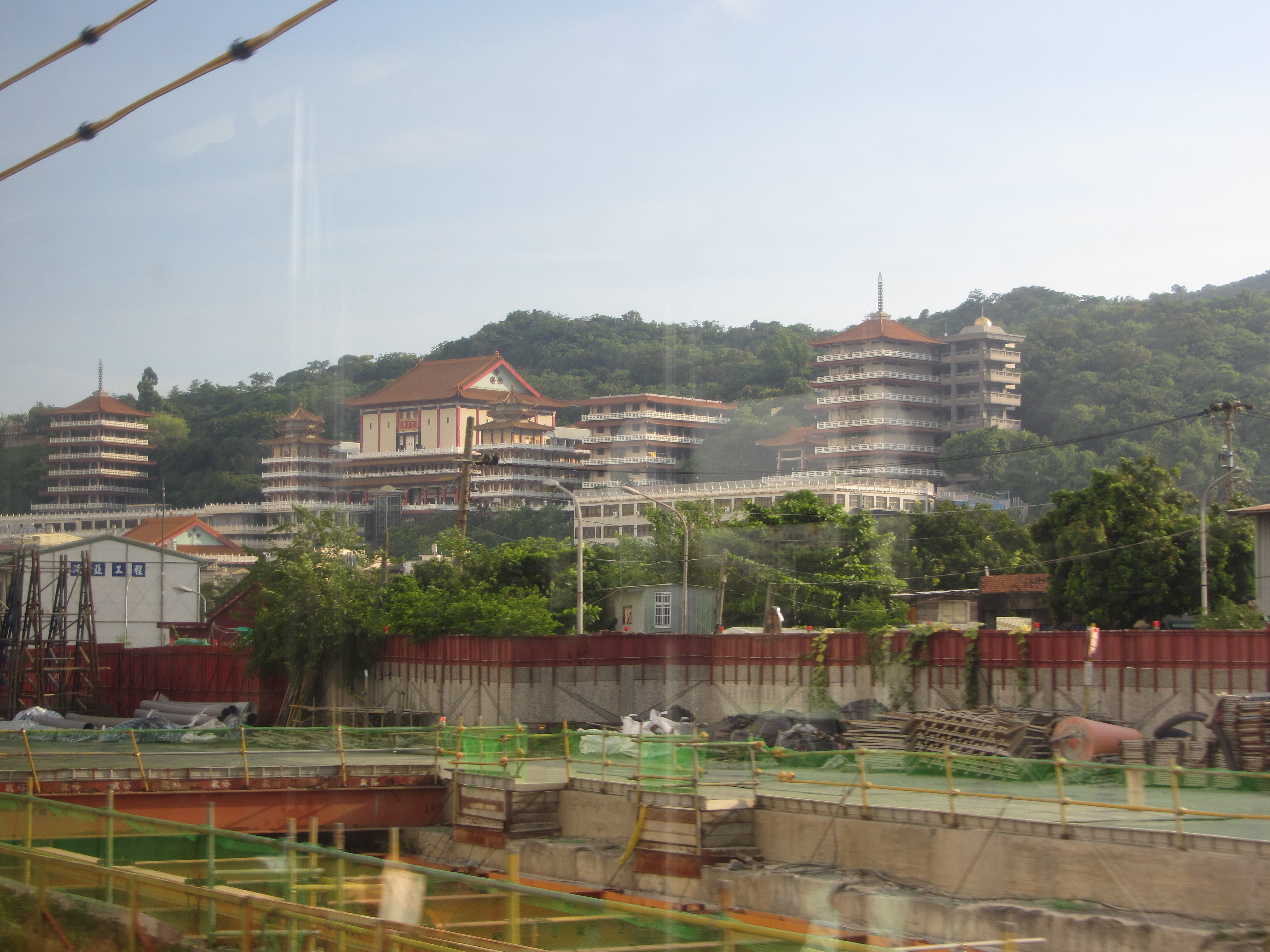
元亨寺

元亨寺最初建於清乾隆8年（1743年），為福建漳州經元大師所募建。原址位於打鼓山西麓，據王瑛曾《重修鳳山縣志》記載：「寺背山面海，門前有小港環之。」原名「元興寺」，光緒17年（1891年）毀於火後，經多次變遷後由山麓移至現地並將寺名改為元亨寺。昭和元年（1926年），當時的住持頌吉大師商請地方善信集資重建，額署「打鼓岩」1973年時又於寺背增建大雄寶殿主祀釋迦牟尼佛，並挖掘出乾隆三十七年（1772年）時的石碑一方。

### 柴山山海宮
柴山山海宮地屬軍事管制區，相傳是鄭成功的部下由福建的泉州、漳州兩地渡海到臺灣，定居在柴山桃子園一帶所建。由於柴山居民出外捕魚的人甚多，山海宮是當地漁民心靈的寄託。最初所供奉的是朱府千歲，廟名為「柴山山海宮」，其名乃是取其保佑我生民上山下海能平安無危，大吉大利的意義。1984年山海宮重建，並增加供奉溫府千歲及池府千歲兩尊神像，因此目前的山海宮共供奉朱府、溫府、池府三尊王爺神。

### 龍泉寺
萬壽山龍泉寺（龍泉寺）傳說建於乾隆9年，亦為經元大師所建，今遺址為1923年所重建，原本建築為茅舍，之後改為瓦房，殿後為柴山，殿左邊有功德堂，左前方為祖堂，殿右則有舍利殿，再往右則為龍泉，也就是龍目井，龍泉寺即以此為名。

### 龍目井
龍目井約在壽山東邊的中間地段，在《臺灣府志》為打鼓山八景之一，其中記載「龍井甘泉」稱之為：「龍目井在山麓天然石井石竅，甘泉長流，大旱不涸，禱雨極靈。」在《鳳山縣采訪冊》則稱之為鳳山八景之一的龍巖冽泉，記載為：「山麓有一巖，泉水出自石罅。夏秋之間雨量豐沛，泉湧如噴霧翻花。潺潺之聲，數里之外仍可遠聞。」其出水量可容當地數十里耕地灌溉及居民飲用，終年不會乾涸。而舊有民間傳說則可遠溯至明鄭時期：相傳鄭成功曾帶軍隊至此，卻苦旱無水，鄭成功遂設案禱雨，並用寶劍在山壁刺12劍，從此湧出大量泉水，救了鄭成功所屬的部隊。當時龍目井終年不涸，流水之聲數里之外仍清晰可聞。據《鳳山縣采訪冊》記載，清領時期龍目井仍可灌溉農田28甲。

### 天然石佛
在距龍目井約一里處有一鐘乳石所構成之天然石洞，在《鳳山縣采訪冊》中層記載：「打鼓山石洞：須秉燭而下，中有一石柱，高丈許，寬四、五尺，內有石乳，淙崢可供把玩，或謂即鐘乳石云。」「又有一新洞相距三里許，其內亦有石乳下垂，與舊洞大同小異。」1971年1月2日，臺泥在龍泉寺後的山麓石洞裡，挖出一天然鐘乳石塊，由於該鐘乳石塊造型宛如人工所雕的觀音石像，至此膜拜之信徒絡繹不絕。
而在打鼓山山背另有石佛嶼，推定1680年代成書的海道航線針路手冊《指南正法》記載「打狗子，西北有灣，看石佛不可拋船」。據《鳳山舊志》所記載：「隔海參差，遠近浮沉而列於打鼓山之左右者，西有石佛。」其所記載的石佛，即是立於海中形狀似佛的大石。當時舟船經過此處必鳴金擊鼓，獻紙金以求庇祐。根據《鳳山縣采訪冊》所記載：「石佛嶼在大竹里，縣西二十里，即打鼓山背，豎立海中如佛狀，漁人嘗坐其上。」至於，石佛嶼的位置，雖然有論者根據清代的古籍文獻、古地圖所承載的資訊進行推論，可是因為研究成果顯示即使是清代人對於位置所提出的說法也是有所差異，前後不一，所以無法明確地指出該嶼的絕對座標，只能確定它位於旗津外海至左營軍港這個範圍裡。

### 西子灣

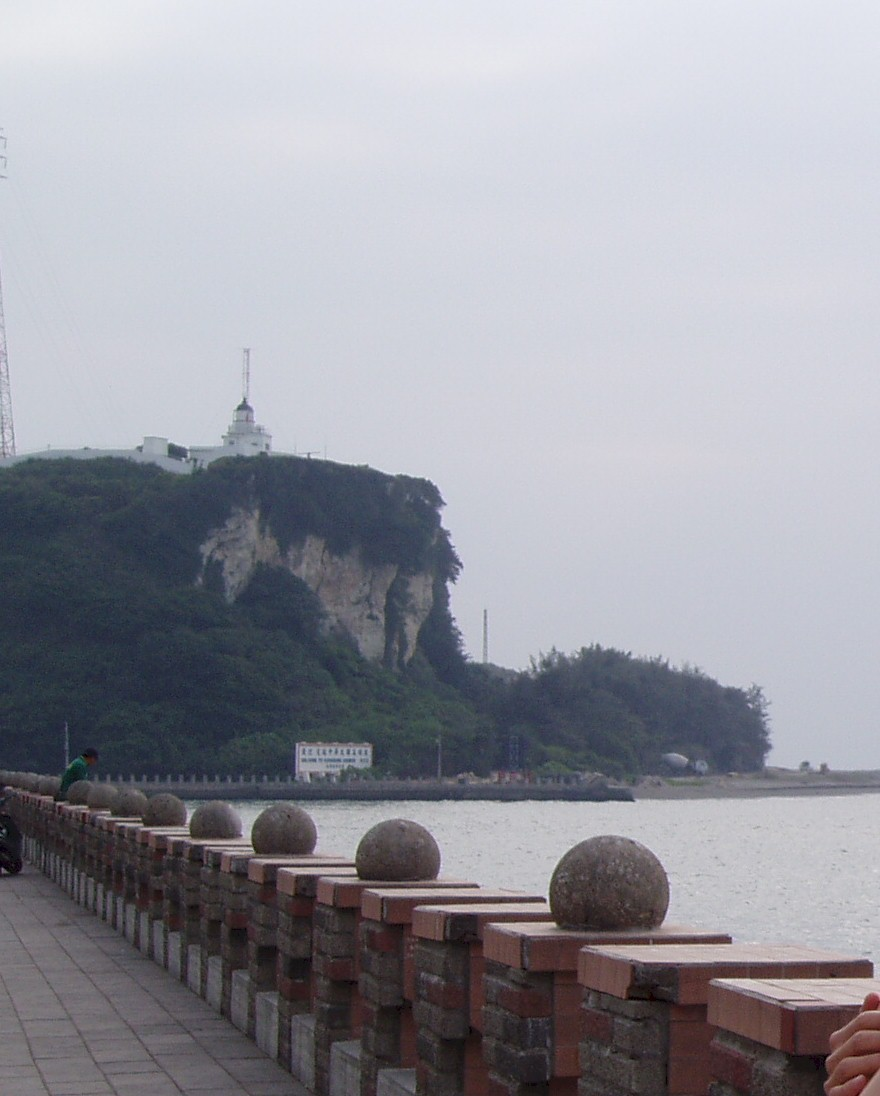
西子灣的情人蘿菠坑

西子灣的位置在柴山西南端的山麓下，南面隔海與旗津島相望，是一個風景天成的灣澳。而最北端則傍著柴山，是一處由平灘和淺沙所構成的海水浴場，以及以夕陽美景及天然礁石聞名的海灣。在清初時，西子灣也被稱作洋路灣、洋子灣或斜灣，而在臺語的諧音引申下，斜仔灣逐漸被稱為西子灣。
大正5年（1916年）時，日治政府在西子灣地區設立壽海水浴場，昭和3年（1928年）再大規模改建。昭和10年（1935年）時，於浴場旁另外興建溫浴場與兒童游泳池。二次大戰結束後，中華民國政府也自1975年起，開始積極開發西子灣風景區，陸續完成蔣公行館、海濱公園、海水浴場、動物園等景點。

### 西子灣隧道

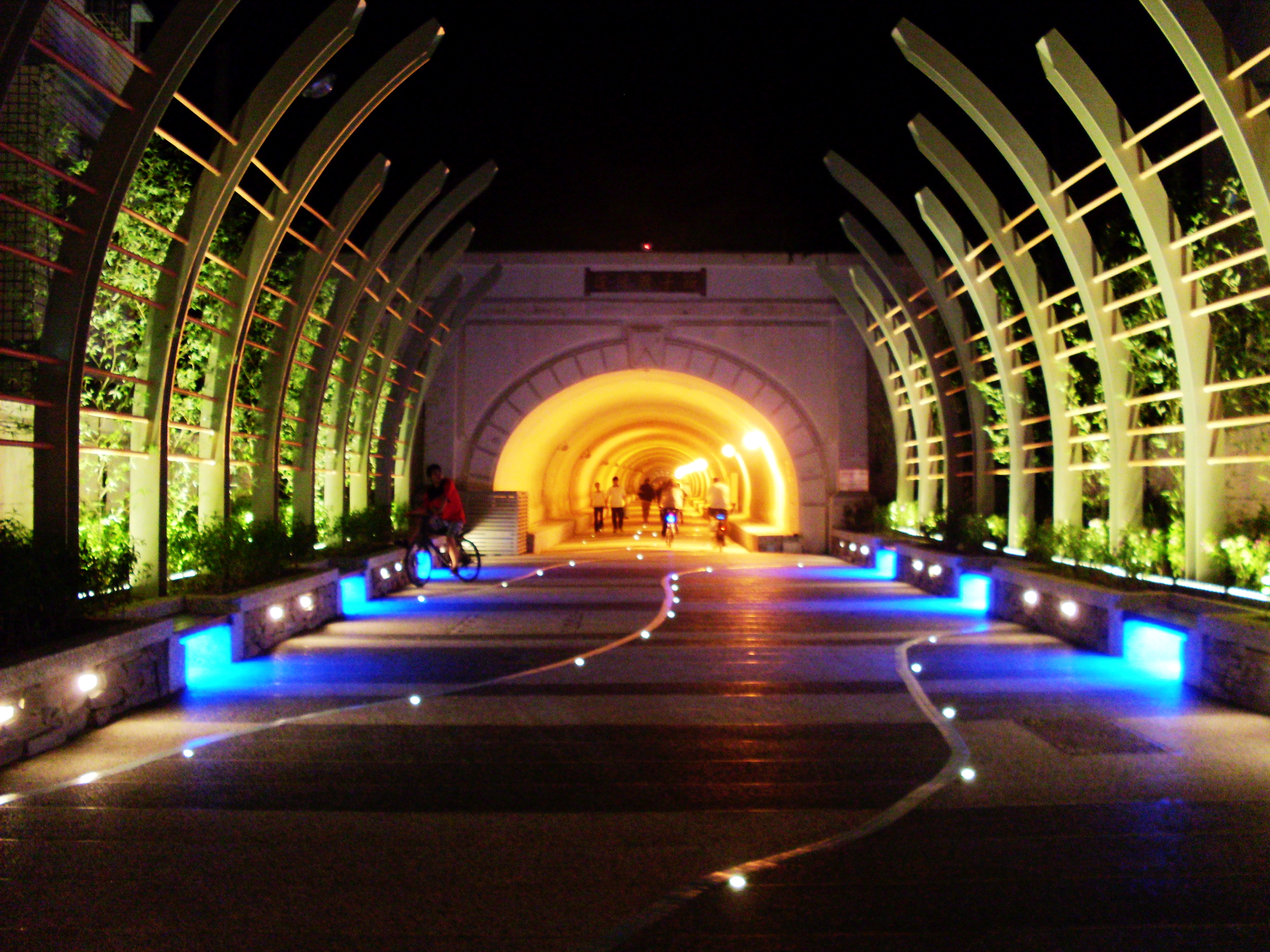
西子灣隧道口夜景(今-整修後)

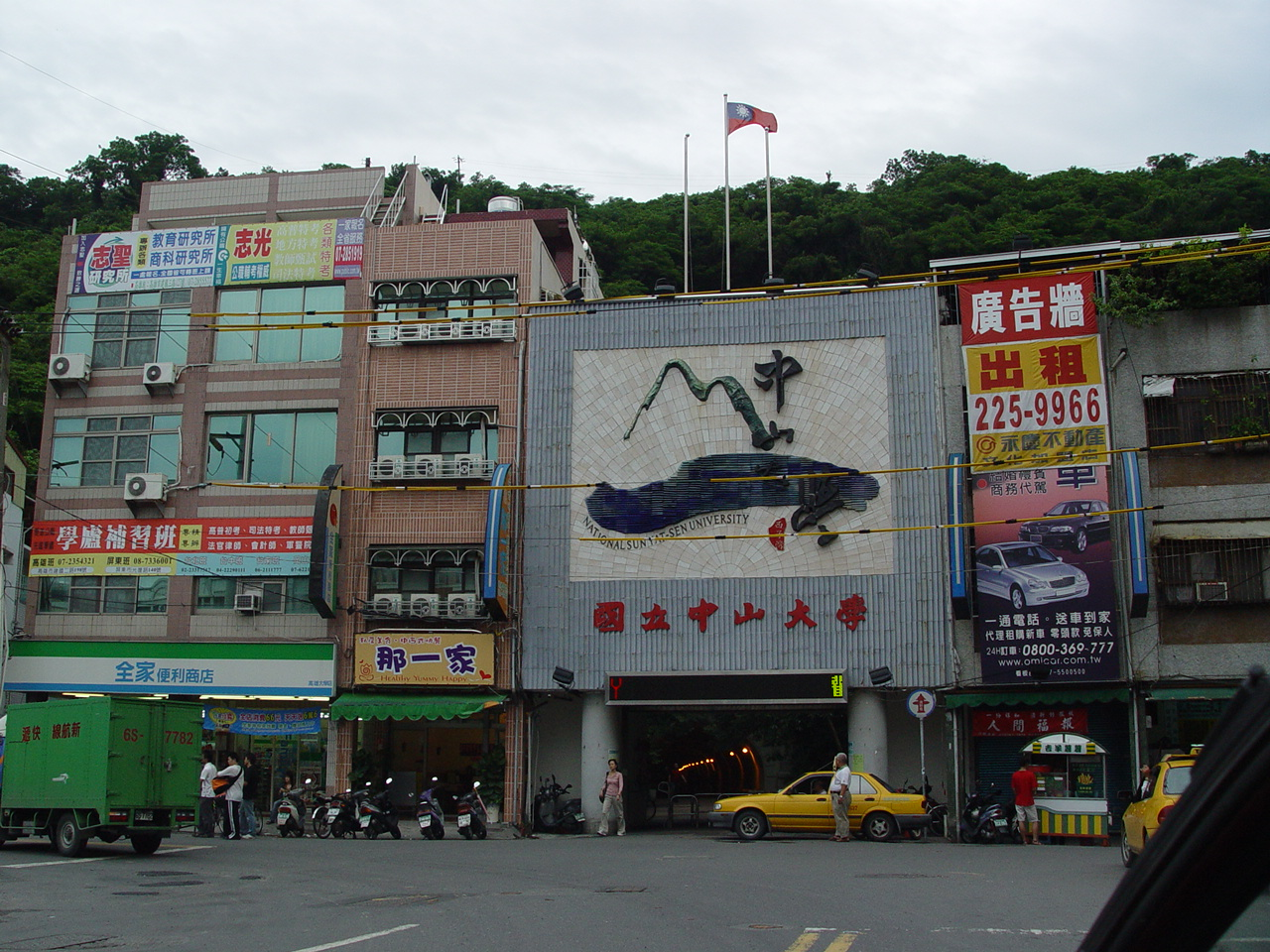
國立中山大學西子灣隧道口(昔-整修前)

西子灣隧道開鑿於1927年（昭和2年，民國16年），由海野三次郎負責建造，於隔年10月完工，1933年（昭和8年，民國22年）正式啟用，全長260公尺，寬6公尺，高3.6公尺，日治時期稱之為「壽山洞」，二次大戰美軍轟炸時曾作防空洞使用。西子灣隧道隧道穿越壽山，全隧道可以分為前、中、後三段，1990、91年時，高雄市政府曾經徹底整修壽山二號洞。目前西子灣隧道為步行專用，連接中山大學和哈瑪星的主要通道，由於隧道景觀特殊，西子灣隧道一直是著名的觀光景點。

### 壽山動物園
壽山動物園佔地50餘公頃，最早於1978年7月1日成立於柴山西麓西子灣，名為「西子灣動物園」。1980年時，由於高雄市政府爭取中山大學在高雄市復校，將西子灣風景區變更為校地，因此另於柴山東南角現址設立新動物園區，並於1981年7月28日開始動工，1986年5月時園區內全部設施竣工，6月15日正式對外開放參觀，園內有各類大型哺乳動物、爬蟲類，鳥類等。另外動物園內還有一面臺灣目前最大的馬賽克壁畫。

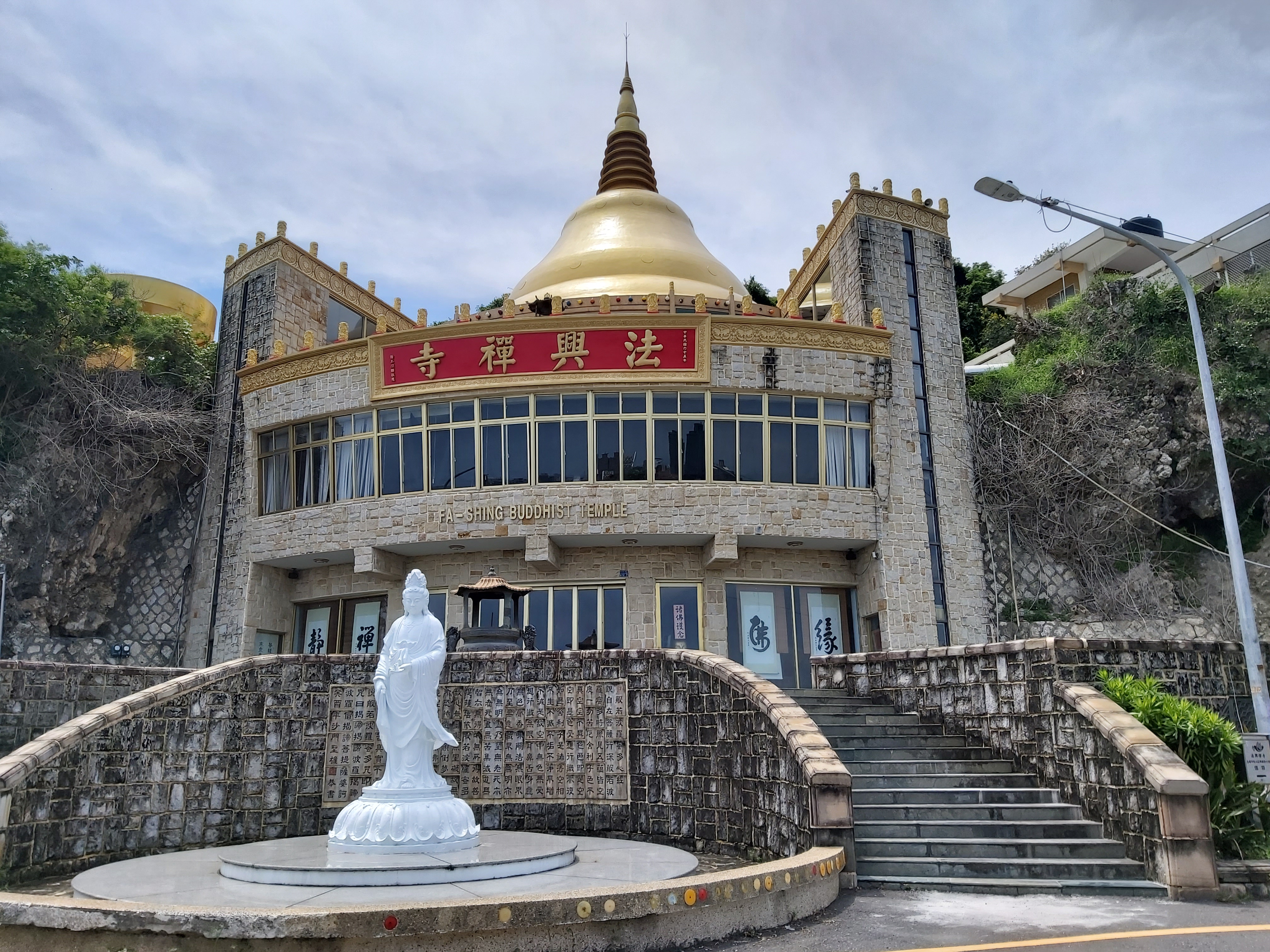
壽山公園法興禪寺，原為日治時期臺灣總督兒玉源太郎壽像舊址。

### 忠烈祠

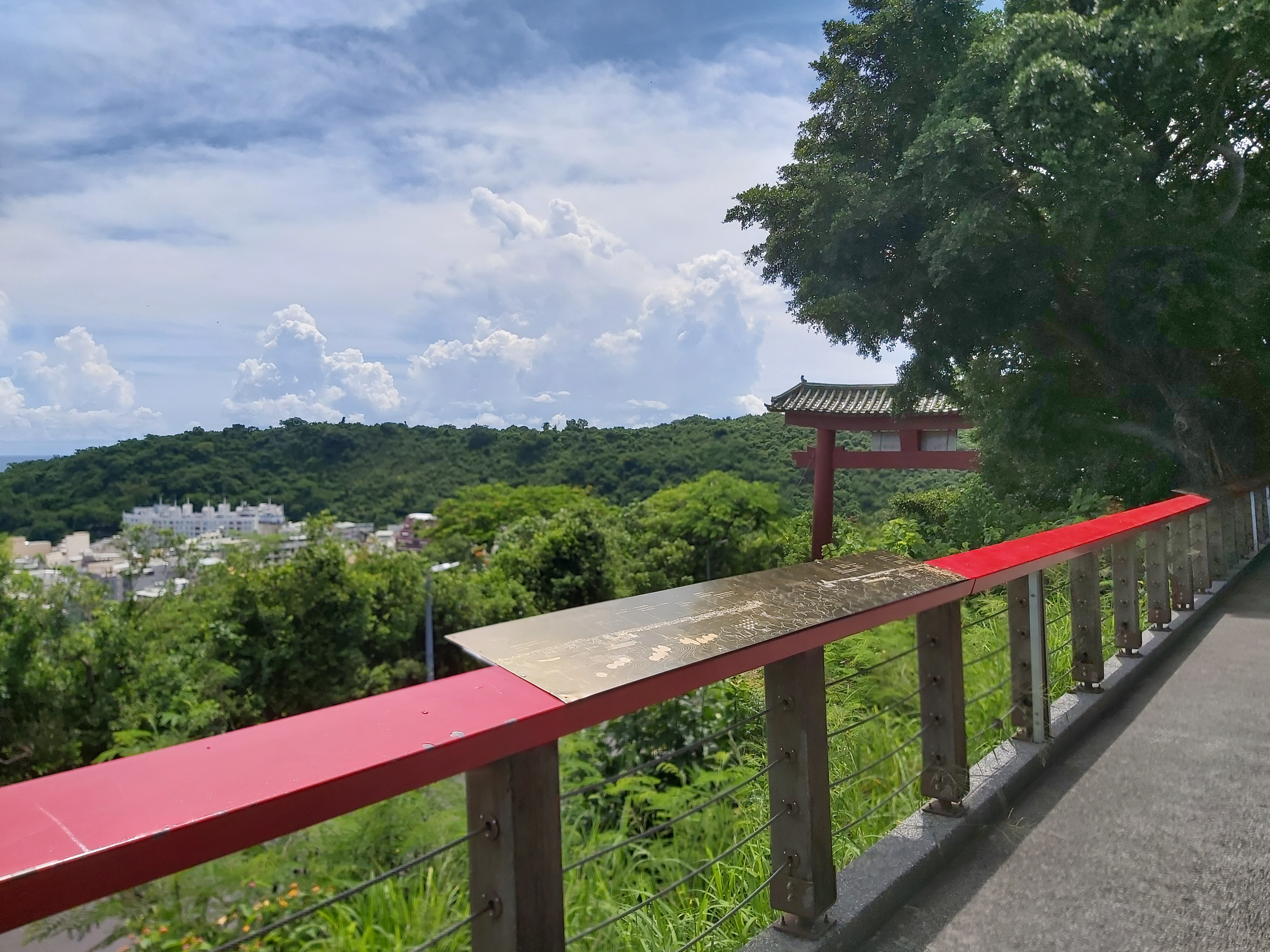
忠烈祠下方的壽山觀景台

高雄市忠烈祠位於壽山公園旁，為「高雄神社」所改建。日治時期，壽山下原有「打狗金刀比羅神社」，先後改名為「打狗神社」、「高雄神社」，時久衰朽後，遷建於壽山山腰。1946年改為忠烈祠，初期原貌變動不大。1976年拆除重建為現貌，為中國宮殿式建築，並有兩門清領時期大砲供人憑弔。此外高雄市政府於2013年在忠烈祠牌樓外興建觀景臺與「LOVE」裝置藝術，現已成為高雄市具有代表性的觀光景點之一。

### 中山大學

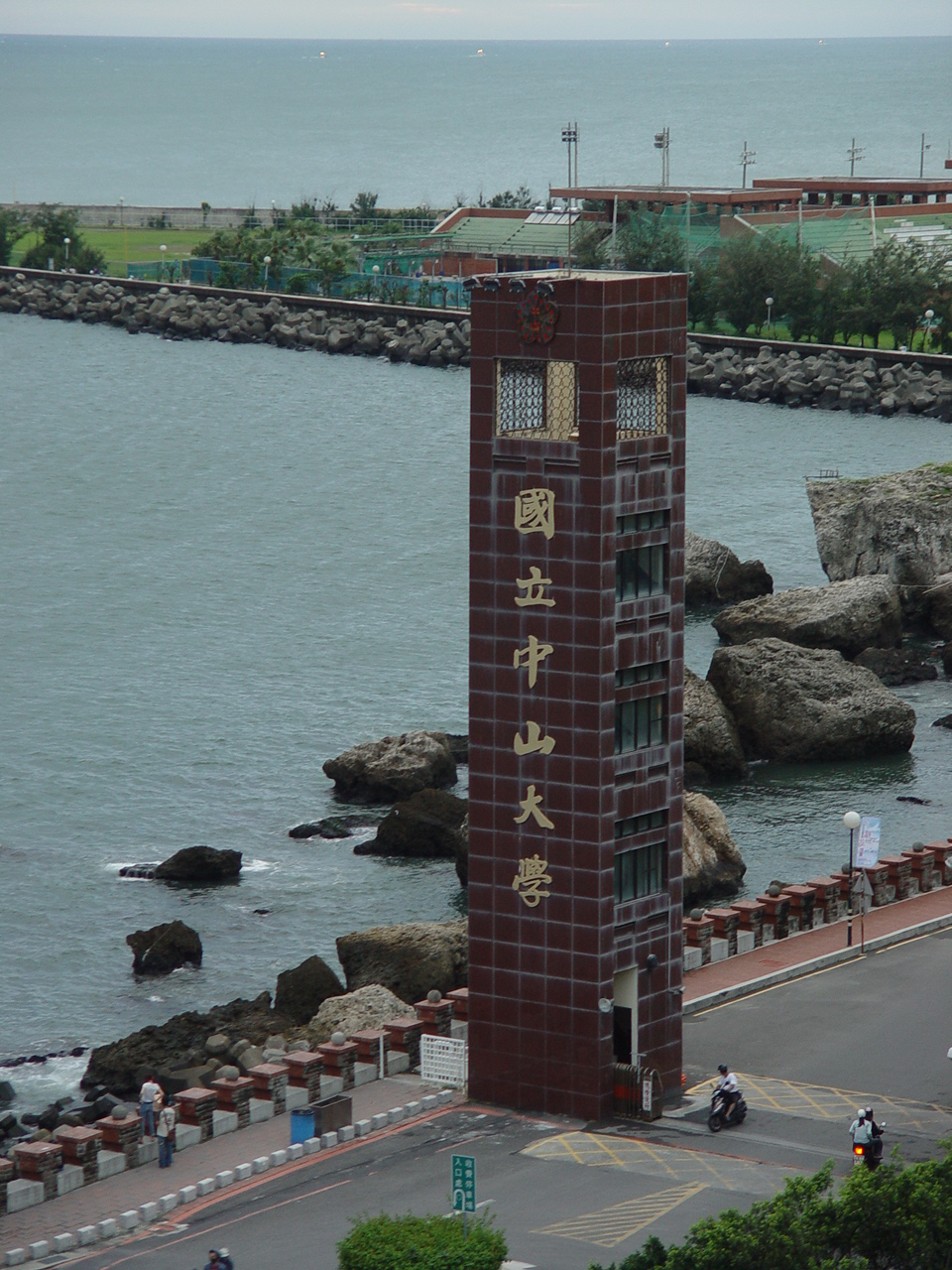
國立中山大學校門

中山大學前身為1924年改組的國立廣東大學。國民政府遷臺後，於1980年7月核定於柴山西南側的西子灣設置國立中山大學籌備處，李煥為首任校長。中山大學現有文、理、工、管理、海洋科學、社會科學等6個學院、18個學系、35個碩士班、25個博士班，學生人數約有9500人。
中山大學是中華民國教育部頒訂綜合研究型重點大學之一，依山傍海的校園成為該校的鮮明特色，校園內有一蔣公紀念館（原稱為蔣公行館），為二層樓的西式建築，1937年時由高雄地區醫師彭清約所建。

### 鼓山高中
高雄市立鼓山高級中學是一所位於中華民國高雄市鼓山區的高級中學。1958年，正式招生。1968年，九年國教實施前，稱為高雄市立第七初級中學。1997，該學年度改制為完全中學，鼓山高中是由高中部與國中部組成的完全中學。鼓山高中位於高雄市的西端，壽山東簏，是所人文蒼翠的優質公立高中。

## 軍事管制區

### 軍事要塞
柴山由於地理位置特殊，自明鄭時期開始便已是軍事重地。清領時期也因為防禦所需，在柴山南端的雄鎮北門上興建砲臺，而在日治時期，日治政府除軍事設施如碉堡及防空洞外，在柴山的開發則是以遊憩為主，包括壽山公園、西子灣海水浴場以及神社（今忠烈祠）。
1941年（昭和十六年）時，日本開始將臺灣當作南進的基地，這也使柴山的軍事功能在更進一步被強化，現在的高雄港即是為因應南進而擴建，而另一邊的萬丹港則成為後來轉為軍事用途的左營軍港及海軍左營基地，這也使得柴山旁的桃子園聚落因此被迫遷村。當時柴山的軍事管制範圍包括神社以北的區域，管制區內禁止繪圖摄影，也進一步確立了柴山的軍事地位。在九一八事變之後，柴山更進一步要塞化，現在的西子灣隧道（也被稱為壽山洞），即是為軍事用途而建。國民政府接管臺灣後，柴山區域更長期被列為軍事管制區，整個柴山近三分之二面積都屬於管制區，且南、北、東三個山區出入口皆由軍方管制，直到1989年之後，柴山縮減軍事管制區後才開始部分開放。但1996年時國防部因政商壓力再度縮小柴山管制面積，目前管制區占地693.54公頃。

### 管制區內的部落：柴山部落
管制區內有一柴山部落，位於柴山西側靠海側，早期的居民聚落為西拉雅族，清領時期時開始有漢人移居於此，當時的柴山莊隸屬鳳山縣，是柴山上唯一的聚落，居民多姓麥。1818年（清嘉慶二十三年），柴山莊出了一位武舉人—麥朝清，一時傳為美談。但後來柴山部落劃歸軍區，因此外人無法進入。早期部落莊居民多以捕魚為生，賣柴為副。他們的柴多是以枯枝及老樹為主，並往山下的左營、鼓山、旗津等地區販賣，而因為相思木易燃，龍眼柴耐火，故柴山居民所販售的柴也被稱作「狀元柴」。柴山的柴在梁啟超所作的「台灣竹枝詞」裡曾如此描寫：
|  | 手跨柴刀入柴山，柴心未斷做柴攀； 郎自薄情出手易，柴枝離樹何時還。 相思樹下說相思，情葉情根深似伊； 樹頭能得相思子，問子相思知不知？ |

自從被列入軍事管制區，由於地理位置特殊，居民被限定只可遷出而不可遷入，使得柴山部落人口日益減少，目前設籍於此的居民僅有三百多戶。而柴山部落區域內唯一的小學為柴山森林小學，但由於柴山位移嚴重，每年以3~4公分靠向臺灣海峽，高雄市政府教育局因柴山森林小學擁有危險教室，加上地層滑動，於是在2004年撤校。

## 民俗傳說
- 清代方志記述地方相傳1565年間橫行中國東南沿海一帶的海盜林道乾，被明朝都督俞大猷追緝而逃到臺灣，相傳林道乾敗逃時，把十八籃半的銀錢埋在打狗山上。[68]其妹金蓮以看守財寶為由意欲留下，遭林道乾一劍砍死，讓她永遠看守財寶。大正元年（1912年），日本財閥淺野水泥株式會社在鼓山興建水泥廠後，財源廣進。當地出現林道乾那十八籃半的金銀財寶已被淺野會社取去半籃，而僅餘十八籃的傳聞。[69]並認為日治時期興建水泥工廠的財閥淺野，就是因為獲得林道乾的半籃白銀，才有資本興建水泥廠。而柴山的另一個名稱「埋金山」，也源於這個傳說。[70]學者李國銘、呂自揚等人認為此說為後人編造、穿鑿附會，[18]:81-82明代當時史料從未有俞大猷、林道乾曾前往台灣的記載。[19]

## 水泥業及濫墾環保議題

### 台泥礦區及後續開發計劃
1907年，柴山因過度砍伐被日治政府列為保安林地，禁止伐林，為臺灣第一個保安林地，並開始大批種植相思樹，然後讓其自然演替。但是當時仍需柴薪，故僅開放西側桃源里仍允許砍柴賣柴，但須負責在該處種林。但1910年5月時，「淺野水泥株式會社」在臺北府前街設立臺北出張所，大力開發臺灣方面之事業，之後發現臺灣擁有大量珊瑚礁石灰岩，1912年（大正元年）時日治政府開始進行水泥原料調查，調查結果認為在柴山有足夠之石灰岩量可供製造水泥，於是日治政府解除柴山東邊部分的保安林，准許開採石灰岩及製造水泥。1917年（大正六年）5月高雄廠旋窯興建完工。1945年時，柴山地區的水泥廠由國民政府接收，但並未停止採礦，於1953年改由台灣水泥公司經營，直到1992年才停止採礦，前後採礦年數長達70多年。
台灣水泥公司在柴山的採礦權終止於1992年11月27日，而台泥因此在1992年3月依據臺灣的都市計畫法，提出高雄廠區土地變更使用計畫，擬將礦區變更為住商用地，面積達93.29公頃，其中包括保護區53.28公頃。隨即引起包括高雄市教師會生態教育中心、高雄市綠色協會、高雄市柴山會及高雄市野鳥學會等環保團體的抗議，台泥柴山開發案因此被凍結。
2000年7月11日潭美颱風在高雄市造成鼓山區土石流及水災等災情，環保團體指責此一現象與台泥長期採礦直接相關。2001年11月22日台泥重新提出包含零星工業區共34.74公頃，9,146人的住商開發案，高雄市政府有條件通過環境影響評估，並要求台泥於等高線5公尺以上禁止開發，住宅及商業區開發面積減半。但此一結果再次引起環保團體的抗議，台泥柴山開發案也因此再度被凍結。

### 元亨寺濫墾爭議
2000年7月11日潭美颱風在高雄市造成鼓山區土石流及水災等災情，之後的桃芝、納莉、丹納絲颱風，高雄市政府均會對居住在鼓山路、哨船街及登山街柴山下一帶的居民發出撤離公告，環保團體認為此一現象不但與上述臺泥的採礦有關，元亨寺的濫墾、濫建也是肇因之一。而潭美颱風後山坡地的大量崩塌事件後，元亨寺仍繼續在上方開闢道路及整地，遭高雄市政府建設局罰款，但之後元亨寺寺方又提出了兩個開發計畫，環保團體於是在2001年11月12日，於高雄市市議會前陳情。

### 軍事管制區內的濫建
1996年國防部縮小柴山軍事管制區以後，由於環保觀念未臻健全以及相關法令未進完善等等因素，柴山區域內私人或政府機關濫搭、濫建情形不斷發生，擅入軍方管制區內違法搭建情形亦不在少數，造成軍方軍區管制隱憂。

### 中山大學綜合大樓爭議
1996年4月，高雄市議員蕭裕正指出中山大學在柴山生態保護區違法整地，逕行綜合大樓文學院大樓的興建，其開發面積約23,600平方公尺且其坡度超過30度，嚴重破壞柴山山坡地水土保持。1997年3月8日，柴山公告為山坡地，適用水源保護及環境評估等相關法令，而中山大學綜合大樓中的藝術大樓建造建照發放為1997年11月。1999年6月28日高雄市市政府工務局及建設局在柴山自然公園促進會召開記者會後，前往會勘中山大學綜合大樓，表示該建築符合相關法規，但此一事件引發環保團體的質疑與不滿。

## 交通
柴山的登山民眾平日約為7000人以上，而假日時則登山人數則達14000人以上，而登山民眾可由多條道路及大眾運輸進入柴山。

### 大眾運輸系統

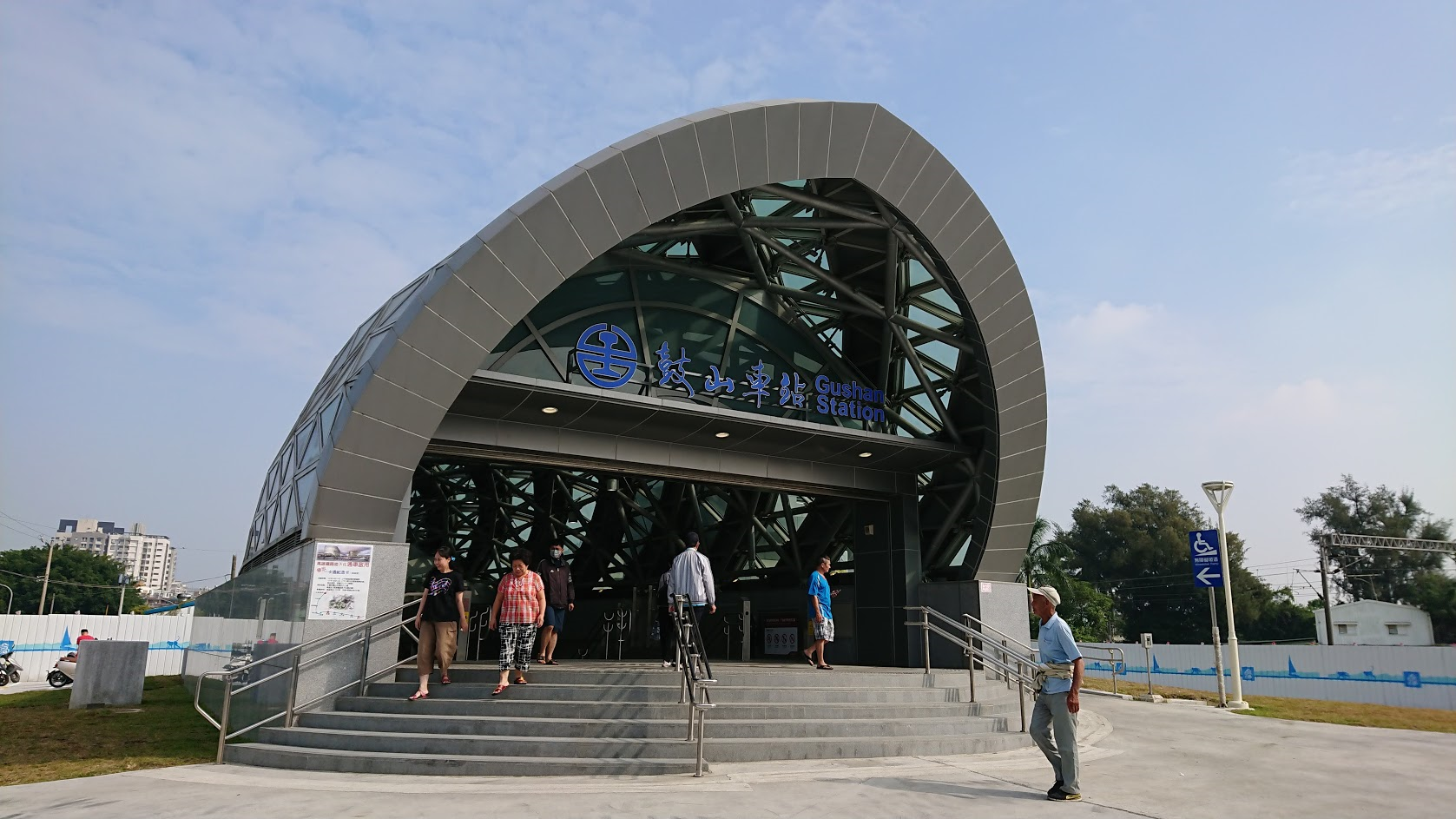
鼓山車站外觀

昔日山下設有臺灣鐵路管理局屏東線壽山車站（日治時期稱為山下町驛，取自行政區名山下町），今已廢止。目前最接近壽山的火車站為鼓山車站，此外高雄車站前有市公車「56路」至壽山。高雄捷運橘線在中山大學臨西子灣隧道口設有西子灣站，環狀輕軌設有哈瑪星站和壽山公園站。

### 公路交通
柴山南北長約5.5公里，北側連接左營，南側通往鹽埕，南北兩個入口都在鼓山路上。在南柴山地區，車輛則可由元亨寺或柴山登山入口進入到動物園。而北柴山則是經由新疆路及九如四路則可到達北柴山登山步道入口處。另外，駕車也可由五福路及臨海路進入柴山南麓的中山大學校園，再經中山大學宿舍區及綜合大樓後側進入柴山。

### 港口及水運

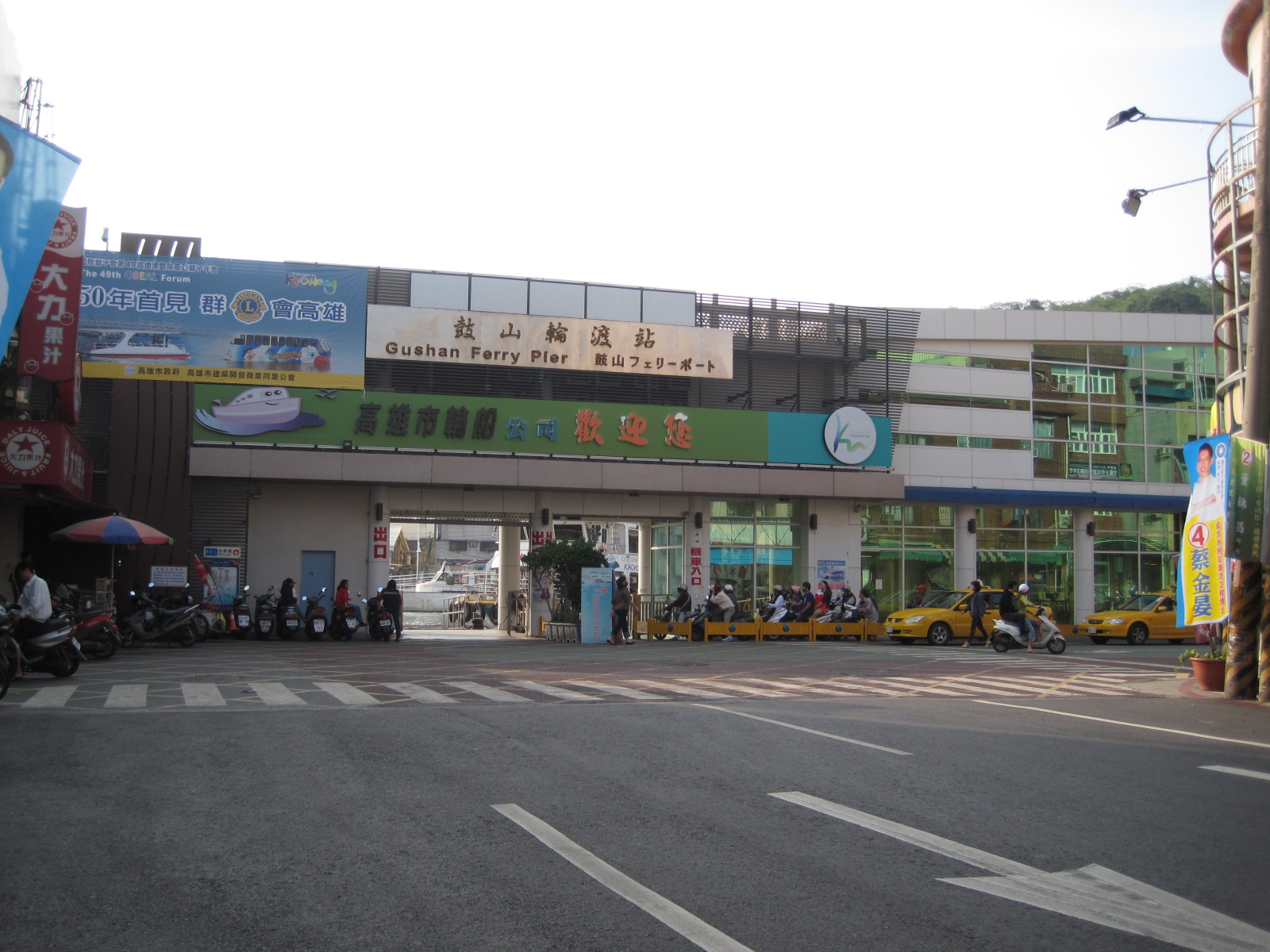
新鼓山輪渡站(改建後)

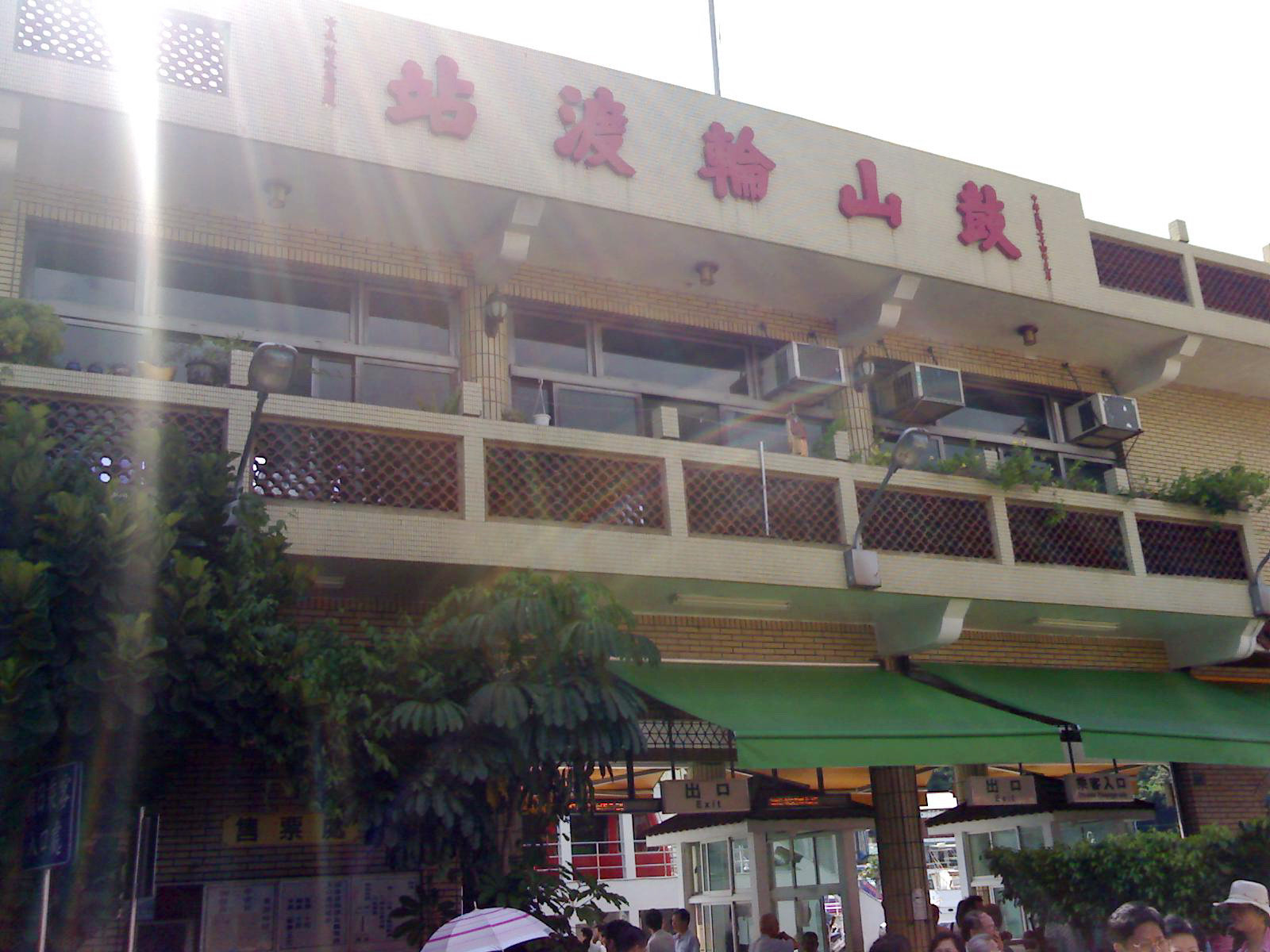
舊鼓山輪渡站(改建前)

柴山兩側目前有兩個港口：高雄港以及原被稱為萬丹港的左營軍港。另外，由高雄輪船公司經營的公共航線－「旗津—鼓山」，其渡輪站位於柴山山腳距西子灣隧道約500公尺處，航線班次頻繁，為著名的觀光航線。

### 纜車
為疏解高雄過港隧道假日及交通尖峰時段大塞車的車潮，以及因應2009年高雄市世界運動會的舉辦，在過去幾年來，高雄市政府一直持續進行跨港纜車的興建規劃，預定以BOT模式辦理。第一期路線預定自哈瑪星（鄰近捷運西子灣站）經柴山、中山大學與西子灣，跨越高雄港第一港口後經旗津至旗津海岸公園；第二期路線則計畫續經新光碼頭至捷運三多商圈站。但由於針對是否興建纜車的正、反意見紛陳，過去還曾經為此舉辦「公民共識會議」，目前對興建與否仍尚未有定論。

## 外部連結
- 柴山舊路之旅 （页面存档备份，存于）
- 高雄壽山動物園
- 綠意盎然的柴山 Archive.today的存檔，存档日期2013-05-03
- 褪色的柴山 （页面存档备份，存于）
- 都市的精靈 飛羽翩翩

Template:壽山景點